# 白捷隆
白捷隆（1960年—），臺灣臺北市人，中華民國陸軍中將退役、簡任第十四職等文官，畢業於國立成功大學土木工程系、陸軍官校正53期四年級插班生暨雙學士、國立政治大學外交系碩士，曾任國防部全民防衛動員署署長、國防部資源司司長、陸軍司令部參謀長、陸軍花防部指揮官、陸軍六軍團副指揮官、陸軍58砲指部指揮官等重要軍職。
白氏為國立成功大學土木工程系1983年畢業生，後插班進入陸軍軍官學校1984年班（73年班，正53期），至入伍生團受訓，成為臺灣末位插班陸軍官校4年級的大學畢業生。進入陸軍服役後，於2008年上半年度成為將軍，授階少將，2016年上半年度晉升中將，並曾以將官身分經歷花東防衛指揮部中將指揮官、第六軍團指揮部中將副指揮官、陸軍司令部中將參謀長等職。白捷隆於2018年6月30日退伍。軍職外調。

## 荣誉

### 中华民国勋章奖章
- 四等云麾勋章（2018年6月25日于台北博爱营区颁授[6]）
- 陆海空军甲种二等奖章（2018年7月颁授[7]）

## 外部連結
| 军职             | 军职                                             | 军职          |
| ---------------- | ------------------------------------------------ | ------------- |
| 中華民國國防部   |                                                  |               |
| 前任： 首任      | 全民防衛動員署 第一任 2022年1月1日—2025年1月15日 | 繼任： 李定中 |
| 國防部陸軍司令部 |                                                  |               |
| 前任： 全子瑞    | 陸軍司令部參謀長 2016年—2018年6月30日            | 繼任： 楊海明 |